# قانون تجارة الرقيق لعام 1794
قانون تجارة الرقيق الصادر عام 1794 هو قانون أقره الكونغرس الأمريكي في الولايات المتحدة للحد من التواجد الأمريكي في تجارة البشر والعبودية. كان هذا القانون هو أول القوانين التي أدت في نهاية المطاف لمنع جلب العبيد إلى الولايات المتحدة.